# うたかたの記
『うたかたの記』（うたかたのき）は、森鷗外の短編小説。1890年（明治23年）8月、雑誌『しがらみ草紙』に発表。1892年（明治25年）7月、作品集『美奈和集（水沫集）』に『舞姫』『文づかひ』とともに収録。2作品とともに森鴎外のドイツ三部作の一部を為す。

## あらすじ
ドイツ・バイエルン王国の首都ミュンヘン。日本画学生の巨勢は、六年前にミュンヘンで出会った花売り娘のマリイ・ハンスルと再会する。巨勢はマリイの面影が忘れられず、自作のローレライのモデルとしていた。マリイはいきなり巨勢に接吻する。驚く巨勢に、同行していた友人のエキステルが彼女は美術学校のモデルだが狂っていると教える。
巨勢は、自分のアトリエにマリイを呼び彼女への熱い思いを伝える。話をする内に、マリイには高名な画家の父スタインバハと彼女と同名の美しい母親がいたことがわかる。母はバイエルン国王ルードヴィヒ2世に懸想されていた。父は国王の毒牙から妻を守って怪我をして、やがて死に、母も悲しみのあまり後を追うようにして死ぬ。孤児となったマリイはミュンヘン郊外のスタルンベルヒ湖の漁師ハンスル家に引き取られたことがわかる。
マリイは、父のように美術を学ぶためモデルとなっているが、誘惑の多い都会で身を守るためにわざと狂った振りをしていると明かす。
マリイに誘われるまま巨勢はスタインベルヒ湖に向かう。愛を確認した二人は、雨の湖の周囲を散策し船で遊ぶ。村外れの岸辺に漕ぎ寄せると、母マリイの想い止みがたく狂人となっていた国王がいた。国王は、マリイの姿に母の幻影を見て、彼女の方に歩み寄ろうとして、湖に足を踏み入れる。マリイは恐怖のあまり湖に没する。国王も止めようとした侍医グッデンもろとも湖に沈む。
巨勢はマリイを助けるが、杭に胸を打ったのがもとで死んでしまう。国王の葬儀の日、心配したエキステルが巨勢のアトリエを訪問すると、彼は憔悴しきってローレライの絵の前に跪いていた。

## 概説
鴎外初期の流麗な文語体で書かれた悲恋物語であるが、『舞姫』では主人公が日本人留学生なのに対して、『うたかたの記』はマリイ・ハンスルという美しいモデルであり、日本人巨勢は狂言廻し的な役割になっている。なお、巨勢のモデルはドイツ・ミュンヘン留学時代の友人である画学生原田直次郎とされ、ヒロインのマリイは原田の愛人の名前から取っている。
この物語のもう一人の重要人物、バイエルン国王ルードヴィヒ2世はルキノ・ヴィスコンティの映画『ルートヴィヒ』にも取り上げられ、大作曲家リヒャルト・ワーグナーのパトロンとしてあるいはノイシュヴァンシュタイン城の造営でも知られているが、1886年の王の水死事故は、鴎外の『独逸日記』に記されている。当時鴎外はミュンヘン大学に留学していた。
本作について芸術に狂う巨勢、わざと狂った振りをするマリイ、思慕の念から本当に狂ったルードヴィヒ2世と、3通りの「狂気」（三狂）を描いたものとする説がある。